# 弗里茨·利格斯
弗里茨·利格斯（德語：Fritz Ligges，1938年7月29日—1996年5月21日），德国男子马术运动员。他曾代表德国联队和西德参加1964年、1972年和1984年夏季奥林匹克运动会马术比赛，获得一枚金牌和三枚铜牌。